# Le Grand Guerrier
Le Grand Guerrier (aux USA, The Great Warrior of Montauban pour l'exemplaire exposé au Hirshhorn Museum and Sculpture Garden)  est une sculpture en bronze d'Antoine Bourdelle, créée en dix exemplaires.

## Histoire
Le Grand Guerrier, est une sculpture liée à un grand projet du peintre et sculpteur Antoine Bourdelle. À l’origine, il désire créer pour sa ville natale de Montauban un « Monument aux combattants et défenseurs du Tarn-et-Garonne de la guerre de 1870 ».
C'est en 1895, après le lancement d'un concours organisé entre divers artistes montalbanais qu'il reçoit la commande de ce monument qui est sa première commande publique. Le monument sera finalement achevé et installé à Montauban le 14 septembre 1902. Elle a été reproduite en dix exemplaires et son plâtre original est conservé dans les réserves du musée Bourdelle à Paris.

## Description
Les guerriers de Bourdelle se distinguent par leur puissance athlétique et les corps sont exposés nus permettant de découvrir leurs forces et leurs puissances d'une nature volontairement exagérée par l'artiste.

## Expositions
Il s'agit d'une édition de dix exemplaires ; le numéro 3 est exposé au Hirshhorn Museum and Sculpture Garden à Washington. Elle est apparue dans un exemplaire du le magazine LIFE.
Un exemplaire est exposé dans le parc des sculptures du Muée des beaux-arts de Caen, dans le château de Caen.